# 1258 Sicilia
1258 Sicilia este un asteroid din centura principală, descoperit pe 8 august 1932 de Karl Reinmuth.